# Пенголд
Пенголд (англ. Penhold) — містечко в Канаді, у провінції Альберта, у складі муніципального району Ред-Дір.

## Населення
За даними перепису 2016 року, містечко нараховувало 3277 осіб, показавши зростання на 38,0%, порівняно з 2011-м роком. Середня густина населення становила 619,9 осіб/км².
З офіційних мов обидвома одночасно володіли 110 жителів, тільки англійською — 3 165, а 5 — жодною з них. Усього 105 осіб вважали рідною мовою не одну з офіційних, з них 5 — одну з корінних мов.
Працездатне населення становило 1 875 осіб (75,9% усього населення), рівень безробіття — 10,7% (15,2% серед чоловіків та 5,6% серед жінок). 89,3% осіб були найманими працівниками, а 9,1% — самозайнятими.
Середній дохід на особу становив $54 810 (медіана $47 872), при цьому для чоловіків — $69 892, а для жінок $39 647 (медіани — $68 011 та $33 824 відповідно).
30% мешканців мали закінчену шкільну освіту, не мали закінченої шкільної освіти — 20,5%, 49,5% мали післяшкільну освіту, з яких 17,6% мали диплом бакалавра, або вищий.
| Статево-вікова структура населення | Статево-вікова структура населення | Статево-вікова структура населення | Статево-вікова структура населення | Статево-вікова структура населення |
| ---------------------------------- | ---------------------------------- | ---------------------------------- | ---------------------------------- | ---------------------------------- |
|                                    |                                    |                                    |                                    |                                    |
| Всього                             | Всього                             | 50,5%49,5%                         |                                    |                                    |
| 0 — 14 років                       | 0 — 14 років                       |                                    | 24,8%                              | 24,8%                              |
| 15 — 64 років                      | 15 — 64 років                      |                                    | 69,4%                              | 69,4%                              |
| 65 і більше                        | 65 і більше                        |                                    | 5,8%                               | 5,8%                               |
| 85 і більше                        | 85 і більше                        |                                    | 0,3%                               | 0,3%                               |
| Середній вік (років)               | Середній вік (років)               | 32,432,5                           | 32,5                               | 32,5                               |
| Медіана (років)                    | Медіана (років)                    | 31,931,6                           | 31,7                               | 31,7                               |
| — чоловіки — жінки                 |                                    |                                    |                                    |                                    |

| Походження мешканців:     | Походження мешканців:     | Походження мешканців: | Походження мешканців: | Походження мешканців: |
| ------------------------- | ------------------------- | --------------------- | --------------------- | --------------------- |
| Походження                |                           |                       | осіб                  | %                     |
| Корінні американці        | Корінні американці        |                       | 295                   | 9%                    |
| Інше північноамериканське | Інше північноамериканське |                       | 1 400                 | 42.72%                |
| Європейське               | Європейське               |                       | 2 410                 | 73.54%                |
| британське                | британське                |                       | 1 620                 | 49.44%                |
| французьке                | французьке                |                       | 420                   | 12.82%                |
| українське                | українське                |                       | 270                   | 8.24%                 |
| Латинськоамериканське     | Латинськоамериканське     |                       | 50                    | 1.53%                 |
| Африканське               | Африканське               |                       | 10                    | 0.31%                 |
| Азійське                  | Азійське                  |                       | 70                    | 2.14%                 |
| Океанійське               | Океанійське               |                       | 20                    | 0.61%                 |

| Зайнятість населення за галузями (за класифікацією NOC): | Зайнятість населення за галузями (за класифікацією NOC): | Зайнятість населення за галузями (за класифікацією NOC): | Зайнятість населення за галузями (за класифікацією NOC): | Зайнятість населення за галузями (за класифікацією NOC): |
| -------------------------------------------------------- | -------------------------------------------------------- | -------------------------------------------------------- | -------------------------------------------------------- | -------------------------------------------------------- |
|                                                          |                                                          |                                                          |                                                          |                                                          |
| Управління                                               | Управління                                               |                                                          | 8,1%                                                     | 8,1%                                                     |
| Бізнес, фінанси та адміністрування                       | Бізнес, фінанси та адміністрування                       |                                                          | 14,1%                                                    | 14,1%                                                    |
| Природничі та прикладні науки                            | Природничі та прикладні науки                            |                                                          | 4,3%                                                     | 4,3%                                                     |
| Охорона здоров'я                                         | Охорона здоров'я                                         |                                                          | 6,5%                                                     | 6,5%                                                     |
| Освіта, правозахист, муніципальні та урядові служби      | Освіта, правозахист, муніципальні та урядові служби      |                                                          | 10,8%                                                    | 10,8%                                                    |
| Мистецтво, культура, відпочинок та спорт                 | Мистецтво, культура, відпочинок та спорт                 |                                                          | 1,4%                                                     | 1,4%                                                     |
| Роздрібна торгівля та послуги                            | Роздрібна торгівля та послуги                            |                                                          | 19%                                                      | 19%                                                      |
| Гуртова торгівля, транспорт та обладнання                | Гуртова торгівля, транспорт та обладнання                |                                                          | 24,9%                                                    | 24,9%                                                    |
| Природні ресурси, сільське господарство                  | Природні ресурси, сільське господарство                  |                                                          | 7,3%                                                     | 7,3%                                                     |
| Виробництво                                              | Виробництво                                              |                                                          | 3,5%                                                     | 3,5%                                                     |

## Клімат
Середня річна температура становить 2,7°C, середня максимальна – 21,3°C, а середня мінімальна – -19,7°C. Середня річна кількість опадів – 466 мм.
| Клімат поселення                              | Клімат поселення | Клімат поселення | Клімат поселення | Клімат поселення | Клімат поселення | Клімат поселення | Клімат поселення | Клімат поселення | Клімат поселення | Клімат поселення | Клімат поселення | Клімат поселення | Клімат поселення |
| Показник                                      | Січ.             | Лют.             | Бер.             | Квіт.            | Трав.            | Черв.            | Лип.             | Серп.            | Вер.             | Жовт.            | Лист.            | Груд.            |                  |
| Середній максимум, °C                         | −6,4             | −2,82            | 2,89             | 10,72            | 16,64            | 20,48            | 21,32            | 20,88            | 15,84            | 10,50            | 1,33             | −5,43            |                  |
| Середня температура, °C                       | −13,05           | −9,48            | −3,76            | 4,06             | 9,99             | 13,81            | 15,77            | 15,29            | 10,29            | 4,92             | −4,25            | −11,02           |                  |
| Середній мінімум, °C                          | −19,71           | −16,13           | −10,41           | −2,6             | 3,34             | 7,16             | 10,17            | 9,72             | 4,69             | −0,65            | −9,83            | −16,6            |                  |
| Норма опадів, мм                              | 18               | 12               | 17               | 20               | 54               | 87               | 85               | 68               | 54               | 20               | 14               | 17               |                  |
| Середньомісячна швидкість вітру, м/с          | 3.30             | 3.30             | 3.52             | 3.81             | 3.80             | 3.50             | 3.12             | 3.00             | 3.30             | 3.50             | 3.50             | 3.40             |                  |
| Середньомісячна сонячна радіація, кДж/м²·день | 3834             | 7325             | 12455            | 17391            | 20664            | 22023            | 22672            | 19147            | 13234            | 7971             | 4078             | 2863             |                  |
| --------------------------------------------- | ---------------- | ---------------- | ---------------- | ---------------- | ---------------- | ---------------- | ---------------- | ---------------- | ---------------- | ---------------- | ---------------- | ---------------- | ---------------- |
| Джерело:                                      |                  |                  |                  |                  |                  |                  |                  |                  |                  |                  |                  |                  |                  |